# Ernst Dorn (Maler)
Ernst Dorn (* 1889 in Neustadt bei Coburg; † 1927 in München) war ein deutscher Landschafts- und Historienmaler.
Dorn, Sohn eines Metzgers, studierte ab dem 13. Mai 1908 bei Gabriel von Hackl an der Akademie der Bildenden Künste in München Zeichnen, auch Otto Seitz gehörte zu seinen Lehrern. Seine Werke wurden im Münchener Glaspalast ausgestellt und finden sich auch heute noch im Kunsthandel.

## Werke (Auswahl)

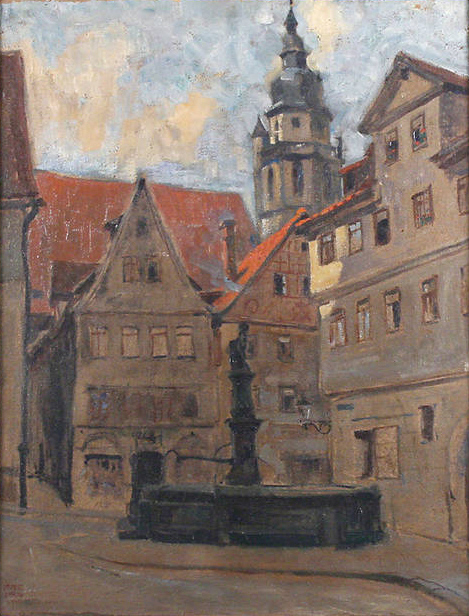
Ernst Dorn: Aus Coburg, 1919

- Fränkisches Städtchen mit Burg und Kirchhügel, an einem Fluss gelegen. Öl auf Leinwand, 60 × 50,5 cm[2]
- Markt vor der verschneiten Frauenkirche in Nürnberg[4]
- Chiemsee, Öl auf Leinwand, 55 × 60 cm, 1913[3]
- Flanierende Spaziergänger im blühenden Schlosspark, Öl auf Leinwand, 95,5 × 120,5 cm, 1914[5]
- Berglandschaft, Öl auf Leinwand, 55 × 65 cm, 1914[5]
- Der Apfelgarten, Gouache auf Papier, 55,9 × 71,1 cm, 1919[3]
- „Aus Coburg“, idyllischer Altstadtwinkel mit Brunnen und Blick auf die Morizkirche, Öl auf Leinmwand, 1919
- Hafen von Göteborg, Öl auf Leinwand, 55 × 65 cm, 1921[3]